# Shanti Chakraborty
Shanti Chakraborty (* 11. Januar 1985) ist eine indisch-deutsche Schauspielerin und Synchronsprecherin.

## Leben
Shanti Chakraborty ist die Tochter eines bengalischen Inders und einer Deutschen. Sie wuchs in der Pfalz auf und ging später nach Berlin, wo sie ihr Schauspielstudium an der Schauspielschule Charlottenburg absolvierte. Parallel zu ihrer Ausbildung nahm sie Tanz- und Gesangsunterricht. Chakraborty spielte in den Theaterstücken Personenkreis 3.1, Die Letzten, Dschungel und Komm her, du Brot!. Darüber hinaus wirkte sie in Musicals und Kurzfilmen mit. In der deutschen Kinoproduktion Groupies bleiben nicht zum Frühstück war sie erstmals als Filmschauspielerin zu sehen. 2012 übernahm sie die Rolle der Priya Bakshi in dem Film AWAY, wo sie an der Seite von Frederic Heidorn und Hans Holzbecher vor der Kamera stand.
Neben ihrer Tätigkeit als Schauspielerin ist Shanti Chakraborty auch als Synchronsprecherin tätig. Sie lieh ihre Stimme bereits mehrfach Elisabeth Mathis (Unstoppable – Außer Kontrolle, Blue Crush 2 – No Limits), Grace Phipps (Fright Night, Teen Beach Movie) und Vanessa Marano (Supernatural, Dexter). Des Weiteren synchronisiert Chakraborty Naya Rivera als Santana Lopez in Glee und Quinn Shephard als Morgan Sanders in Hostages. In den Anime-Serien Clannad (2014) und in Darling in the Franxx (2018) übernahm sie die weibliche Hauptrolle.

## Sprechrollen (Auswahl)
Filme
- Blue Crush 2 – No Limits (als Pushy)
- Bonnie & Clyde (als Blanche Barrow)
- Die Liste (als Emma)
- Die To-Do Liste (als Fiona)
- Don Jon (als Lisa)
- Glee on Tour – Der 3D Film (als Santana Lopez)
- Gregs Tagebuch 3 – Ich war’s nicht! (als Madison)
- Im Weltraum gibt es keine Gefühle (als Klara)
- La Soga – Unschuldig geboren (als Margarita)
- Nothing Left to Fear (als Mary)
- Teen Beach Movie (als Lela)
- Unstoppable – Außer Kontrolle (als Nicole)

Serien
- 30 Rock (als Kaitlin)
- American Horror Story (als Maria)
- Broad City (als Abbi Abrams)
- Cedar Cove (als Justine Lockhart)
- Dexter (als Rebecca Mitchell)
- Die Thundermans (als Ashley)
- Glee (als Santana Lopez)
- Homeland (als Kiran Shavrani)
- Hostages (als Morgan Sanders)
- Marvin Marvin (als Teri Forman)
- Power Rangers Samurai (als Mia / Pinker Ranger)
- The Middle (als Debbie)
- The Wire (als Crystal Judkins)
- The White Queen (als Mary Woodville)
- Titanic – Blood and Steel (als Violetta Silvestri)
- Vampire Diaries (als Tina Fell)
- Grimm (als Maggie Bowden)

Anime & Zeichentrick
- Aesthetica of a Rogue Hero (als Myuu Ousawa)
- Angel Beats! (als Kanade Tachibana)
- Appleseed: Alpha (als Iris)
- Clannad (als Nagisa Furukawa)
- Darling in the Franxx (als Zero Two)
- Mission Scooby-Doo (als Brenda)
- Monster High (als Gigi Grant)
- Norn9 (als Koharu)
- Samurai Girls (als Kanetsugu Naoe)
- Selector Infected Wixoss (als Hitoe Uemura)
- Super Sonico (als Ena Fujimi)
- Valkyrie Drive: Mermaid (als Kasumi Shigure)
- Willkommen in Gravity Falls (als Candy Chiu)
- Winx Club (als Sonna)
- Yu-Gi-Oh! Zexal (als Anna Kaboom)